# Макким, Чарльз
Чарльз Макким (24 августа 1847, округ Честер, Пенсильвания — 14 сентября 1909, Сент-Джеймс, Лонг-Айленд, Нью-Йорк) — американский архитектор.

## Биография
Его отец, Джеймс Миллер Макким (1810—1874), первоначально пресвитерианский пастор, были известным аболиционистом и одним из основателей (в 1865 году) организации New York Nation. Чарльз получил образование в Гарварде (1866—1867) и затем в Париже в Школе изящных искусств (1867—1870). В 1872 году стал архитектором в Нью-Йорке, начав работать в фирме Ричардсона; в 1877 году начал сотрудничать с Уильямом Резерфордом Мидом. Фирма в 1879 году получила название McKim, Mead & White, после того как их партнёром стал Стивен Уайт. Макким стал одним из основателей Американской академии в Риме.
Был удостоен золотой медали на Парижской выставке 1900 года, а в 1903 году за свои заслуги в развитии архитектуры получил Королевскую медаль Королевского Института британских архитекторов. В 1907 году стал академиком Национальной академии дизайна. Кавалер Золотой медали Американского института архитектуры (1909, посмертно).
Из зданий, построенных по проектам Маккима, более всего известны университетский клуб Нью-Йорка (1899), один из кампусов Колумбийского университета, пристройки к Белому дому (1906), а также Бостонская публичная библиотека (1887).